# Teatro Morelos de Maravatío
El Teatro Morelos de Maravatío es un histórico teatro que data de finales del siglo XIX ubicado en la localidad mexicana de Maravatío en el estado de Michoacán de Ocampo, México. El recinto es de notable valor arquitectónico presenta el estilo neoclásico de influencia francesa que imperó en México en el tiempo en que fue construido, el diseño es obra del arquitecto Rafael Guerrero Torres y fue inaugurado el 11 de enero de 1879 con la presentación de la cantante de ópera Ángela Peralta.

## Historia

### Origen
A finales del siglo XIX los hermanos Austasio Castañeda y Telesforo Castañeda oriundos de la Ciudad de México y vecinos de Maravatío, quienes eran aficionados al teatro se dieron a la tarea de construir un teatro para la población, por lo que compraron un terreno a un costado de la Plazuela del Solar que era propiedad del Sr. Israel Retana, esto con fecha del 9 de diciembre de 1870. El diseño del teatro fue encomendado al arquitecto Rafael Guerrero Torres quien se encargó de construirlo entre 1871 y 1877, diseñando el teatro en el estilo neoclásico de influencia francesa que estuvo en boga en esa época en México.

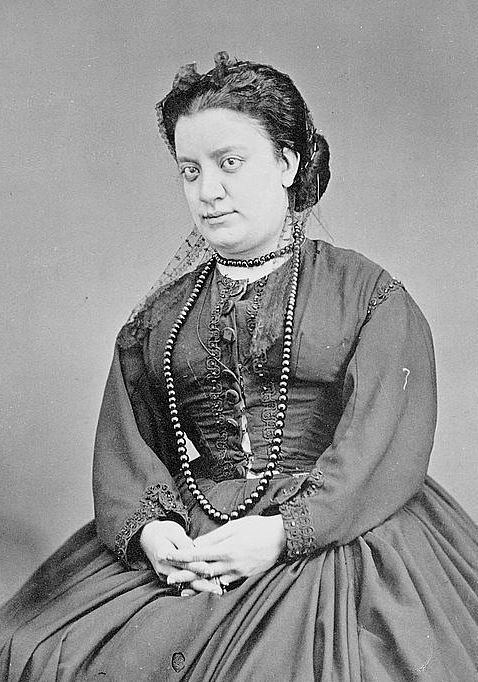
Angela Peralta

En el año de 1877 el teatro preliminarmente abrió sus puertas al público, pero su inauguración oficial fue la noche del viernes 10 de enero de 1879 con la presentación de la cantante de opera más famosa del país en ese tiempo, Ángela Peralta llamada el "El Ruiseñor Mexicano". La soprano y su compañía ofrecieron dos funciones más, ante la demanda de aficionados. Artistas del país y de Maravatío se presentaron en lo sucesivo.
En febrero de 1883 el recinto fue escenario de la celebración que se hizo por la llegada del ferrocarril a la villa de Maravatío. En 1898 el teatro sufrió la primera remodelación, y fue reinaugurado el 13 de septiembre de 1899. El recinto fue sitio de numerosas presentaciones teatrales, conmemoraciones cívicas y particulares.
A principios del siglo XX el Ayuntamiento de Maravatío y el entonces propietario del teatro Carlos Castañeda y Guiard firman un convenio el 19 de mayo de 1905, en donde el municipio compró el teatro en tres mil pesos.

### Deterioro
A partir del año 1905 comenzó la gradual decadencia del teatro destinándose para diversos usos contrastantes. Con el paso de los años y por la falta de mantenimiento el edificio comenzó a destruirse. La decadencia creció cuando en el recinto se presentaron eventos escolares, actos de fiestas patrias y funciones de cine. Pero el mayor deterioro se acentuó cuando se realizaron peleas de box, de lucha libre, gallos de pelea, bailes populares. Posteriormente alguien tapió las puertas y desmanteló el techo, un incendio completó el deterioro siendo destruido el recinto en su mayor parte.

### Restauración
Algunos habitantes de la población hicieron intentos por recuperar el teatro. Pero fue hasta 1990 cuando el presidente municipal de Maravatío Cresenciano Hernández hizo un llamado a la ciudadanía para conformar un patronato de restauración del teatro.
El 15 de junio de 1990 se eligió el Patronato Pro-Teatro Morelos, A. C conformado por un grupo de ciudadanos que se encargaron de la restauración, contando con el apoyo del programa gubernamental federal Solidaridad.
Poco después iniciaban los trabajos de restauración integral, siendo de nuevo inaugurado el teatro el 13 de septiembre de 1992. En el evento inaugural se presentó la cantante Tania Libertad y se contó con la presencia del Presidente de México Carlos Salinas de Gortari. Así mismo en la inauguración se presentaron vestidos de 1876 a 1918 que fueron exhibidos en un desfile de modas para recordar cómo asistían al teatro en esa época en que la moda era dictada por Francia.
Actualmente en el recinto presenta poca actividad cultural, pero se han llevado a cabo obras de teatro, conciertos de música, danza, festivales, conferencias, asambleas e informes de gobierno del ayuntamiento municipal. El Teatro Morelos es administrado por el patronato que propició su restauración.

## Descripción arquitectónica
- El exterior

El exterior del recinto que es de estilo neoclásico, está construido en ladrillo revestido en aplanado de concreto y presenta marcos y molduras en cantera tallada. La fachada está conformada en su parte central por un pórtico con tres puertas de acceso con arco de medio punto, enmarcados por columnas adosadas de capitel dórico, siendo rematado por un amplio frontón triangular. A las laterales del pórtico la fachada presenta una ventana con marco de cantera de cada lado, siendo rematado todo el frente por una cornisa saliente con tallas de medallones de flores en relieve teniendo como remate jarrones a los extremos.
- El interior

Ingresando por la arcada del pórtico, en el interior se encuentra un modesto vestíbulo que presenta una puerta de acceso central a la sala de conciertos y puertas secundarias a esta para ingresar a los palcos en planta baja. A las laterales del vestíbulo se encuentran escaleras helicoidales para ingresar a los palcos de los siguientes dos niveles.
Ingresando a la sala de presentaciones esta luce planta de herradura, y está compuesta propiamente por el área de butacas en el espacio central, palcos en niveles y el escenario. El recinto tiene capacidad para 444 personas cómodamente sentadas.
El aforo de 444 localidades fijas y numeradas se encuentra distribuido de la siguiente manera:
- 243 asientos en luneta
- 73 asientos en platea
- 81 asientos en palcos
- 47 asientos en galería

Los palcos se disponen en tres niveles de piso. Cada nivel sostenido por columnas de cantera, y limitado por barandal de madera. A los extremos del segundo nivel se encuentran dos balcones que dan al escenario. Las puertas para ingresar a los palcos del primer nivel presentan arcos ojivales, las puertas del segundo nivel arcos de medio punto y en el tercero nivel puertas cuadrangulares.
El escenario presenta distribución rectangular, tipo italiano, cerrado. Presenta piso de madera y el ancho de boca escena es de 6 m. El área de tramoya y camerinos se ubican a los costados. Cuenta con tiros de acción manual y contrapesada. Entre el equipamiento se hallan las vestiduras con telón de boca y piernas de escenario. El frente del escenario está enmarcado por columnas de cantera con capitel jónico y sobre ellos un entablamento con friso.
El techo que es de superficie plana, se encuentra delimitado por un marco de molduras, tenido en su centro un gran candil colgante.